# United States Navy Judge Advocate General's Corps
Il Judge Advocate General's Corps, noto anche come JAG Corps o JAG, è il braccio legale della United States Navy e del Corpo dei Marines degli Stati Uniti.
L'organizzazione è composta da 700 Judge-advocates, 30 ufficiali con incarichi legali, 500 tra sottufficiali e marinai e quasi 275 membri del personale civile, sotto la direzione del giudice avvocato generale della Marina, nominato dal Presidente degli Stati Uniti con conferma del Senato americano, che per statuto è un viceammiraglio della Marina o un tenente generale dei Marines anche se storicamente proviene sempre dalla Marina sin dal secondo JAG, Capitano Samuel Conrad Lemly; il primo fu il colonnello William Butler Remey dei Marines.
Il quartier generale del Corpo della magistratura militare si trova presso il Washington Navy Yard a Washington D.C., ma il suo personale è distribuito in tutto il mondo e nelle basi navali statunitensi.

## Storia
Nel 1775 il Congresso continentale redasse le regole di condotta che regolavano il governo delle navi della Marina continentale e dei loro uomini; Tuttavia, subito dopo la fine della rivoluzione americana quelle navi furono vendute e la Marina continentale e il Continental Marines, antenati della US Navy e del Corpo dei marines degli Stati Uniti furono smantellati. Nel luglio 1779 il Congresso ordinò la costruzione di sei fregate e nel 1800 approvò un codice militare per la marina più complesso, ripreso dal British Naval Code del 1749, ma fino allo scoppio della guerra civile americana la necessità di avere avvocati e giudici per applicare detta legislazione era poco o nulla.
Durante la guerra civile, Gideon Welles, segretario della Marina, nominò un assistente per presentare al governo un caso di giustizia militare. Sebbene privo del potere legale di creare nuove posizioni, Welles nominò Nathaniel Wilson assistente "Procuratore del Dipartimento della Marina", diventando il primo precedente del Judge Advocate General's Corps.
Nel 1967, il Congresso decise di integrare il Judge Advocate General's Corps nel Dipartimento della Marina. La legislazione approvata da Lyndon B. Johnson l'8 dicembre 1967 significava che gli avvocati del JAG sarebbero stati da quel momento ufficiali di marina pienamente integrati nella gerarchia militare.

## Missione
La missione principale dell'Ufficio del Procuratore Generale della Marina è fornire servizi legali al Dipartimento della Marina. In secondo luogo, offrire consulenza legale al Capo delle Operazioni Navali appartenente allo Stato maggiore congiunto affinché possa formulare proposte e iniziative al Senato.

## Gradi
La carica di Procuratore Generale della Marina (inglese: Judge Advocate General of the Navy; acronimo: JAGC USN) che per statuto può essere ricoperta da un viceammiraglio della US Navy o da un tenente generale dei Marines storicamente è assegnata sempre ad un vicemmiraglio della US Navy.
La carica di vice comandante (inglese: Deputy Judge Advocate General of the Navy; acronimo: DJAGC USN) è ricoperta da un retroammiraglio.
| Distintivo di grado |                             |                              |                                                  |                              |                               |                                           |                             |                                                    |                      |  |
| Grado               | Viceammiraglio Vice Admiral | Retroammiraglio Rear Admiral | Retroammiraglio (metà inferiore) Rear Admiral LH | Capitano di vascello Captain | Capitano di fregata Commander | Capitano di corvetta Lieutenant Commander | Tenente di vascello Tenente | Sottotenente di vascello Lieutenant (junior grade) | Guardiamarina Ensign |  |
| Equivalente NATO    | OF-8                        | OF-7                         | OF-6                                             | OF-5                         | OF-4                          | OF-3                                      | OF-2                        | OF-1                                               | OF-1                 |  |